# Bebådelsekyrkan, Hvar
Bebådelsekyrkan (kroatiska: Crkva Navještenja, lokalt även kallad  Anuncijata) är en kulturminnesskyddad romersk-katolsk kyrka i staden Hvar, på ön med samma namn, i Kroatien. Kyrkan uppfördes på 1300-talet men omnämns för första gången i mitten av 1400-talet. Den är tillägnad bebådelsen och är den enda kyrkan i den historiska stadsdelen Burga. Den har sedan tillkomsten om- och tillbyggts flera gånger. 
I lokalhistorisk kontext har kyrkan spelat en viktig roll. Under Hvarupproret (1510–1514) utgjorde den ett nav och samlingspunkt för upprorsmakarna. Myten om det blödande "Lilla korset" som senare gav upphov till Za križen-processionen har sitt ursprung från en händelse som utspelade sig i en närliggande byggnad som vid tiden tillhörde familjen Bevilaqua.  

## Arkitektur och historik
Bebådelsekyrkan omnämns i historiska krönikor från 1400-talet som den adliga ätten Zorzis ägor. Den är uppförd på Sankt Nikolaus-höjdens västra sluttningar i den historiska stadsdelen Burga. Kyrkan uppfördes som en fristående struktur på klipporna närmast havet men tillkomsten av nya bostäder under den sena medeltiden innebar att den med tiden integrerades med den nya bebyggelsen. Idag har den två fasader, en i norr och en i väster.
Bebådelsekyrkan är en enskeppig kyrka med stildrag från gotiken och renässansen. Lunetten ovanför huvudentrén föreställande bebådelsen är ett verk Niccolò di Giovanni Fiorentino, i Kroatien känd som Nikola Firentinac. På den norra och södra fasaden finns halvcirkelformade fönster i barockstil. Sakristian är belägen i den södra delen av den rektangulära kyrkan.